# Elisabeta a Bavariei de Jos
Elisabeta a Bavariei Inferioare (n. c. 1305 – d. 25 martie 1330, Viena) a fost ducesă de Austria prin căsătoria cu Otto cel Vesel, care aparținea Casei de Habsburg și care din 1330 a fost duce al Austriei.
Elisabeta a fost fiica ducelui Ștefan I al Bavariei de Jos și a soției sale Iudita de Schweidnitz. În 1325 s-a căsătorit cu Otto cel Vesel la Straubing în Bavaria de Jos. Fiind o persoană foarte iubitoare de distracții, Elisabeta a exercitat o influență semnificativă asupra vieții de la curte. Din căsătoria ei cu Otto au rezultat doi copii:
- Frederic al II-lea (1327–1344), duce al Austriei;
- Leopold al II-lea (1328–1344), duce al Austriei.

La doar 25 de ani Elisabeta a murit la Viena în 1330 ca urmare a unei toxiinfecții alimentare sau a unei otrăviri. Ea a fost înmormântată în Mănăstirea cisterciană Neuberg de la Mürz.